# Alienation
Alienation —en español: «Alienación»— es el próximo octavo álbum de estudio de la banda canadiense de metal alternativo Three Days Grace. Su lanzamiento está previsto para el 22 de agosto de 2025 a través de RCA Records. El álbum marca el regreso del vocalista Adam Gontier, quien regresó a la banda en octubre de 2024 tras una ausencia de once años luego de su cuarto álbum Transit of Venus (2012). También será su primer álbum como quinteto y banda de dos voces, ya que Matt Walst, quien reemplazó a Gontier en 2013, permaneció en Three Days Grace.

## Antecedentes y grabación
El 2 de octubre de 2024, la banda reveló en redes sociales que estaban en el estudio con Adam Gontier, insinuando la posibilidad de nueva música en desarrollo, publicando un video con el título "Three Days Grace 2X". Al día siguiente, la banda confirmó que Gontier había regresado a tiempo completo y que Matt Walst también continuaría como cantante, compartiendo la voz principal. La banda también confirmó que próximamente publicarían nueva música.

Muchas veces en el estudio, todo sale de forma natural. Quién va a cantar qué y dónde. Ha sido muy divertido. Nos apoyamos mutuamente y nos animamos cuando hacemos una buena toma. Es genial formar parte de esto.
—Matt Walst sobre la grabación con Adam Gontier.

La grabación del álbum tuvo lugar en 2024. El 24 de noviembre, el baterista Neil Sanderson declaró a WRIF que casi habían terminado su octavo álbum de estudio. La banda terminó de grabar el álbum en enero de 2025, con fecha de lanzamiento prevista para finales de ese mismo año. El grupo había estado trabajando con productores en Canadá, Estados Unidos e Inglaterra, por vía Zoom. Se reveló que el título del álbum era Alienation y Sanderson habló sobre el concepto, afirmando que es "un viaje a través del colapso interior y la rebeldía exterior".

## Composición
Al igual que todos sus álbumes (excepto Transit of Venus), Alienation consta de 12 temas, que Matt Walst describió como un "álbum bastante diverso". Añadió que el disco contiene baladas y temas más pesados. Trabajando con tres productores, Howard Benson, Dan Lancaster y Zakk Cervini, el grupo decidió componer pocas canciones a la vez y entrar al estudio para grabarlas "en vivo y darles vida", como lo describió Walst. Gontier comentó que el álbum incluye elementos del "clásico Three Days Grace", así como algunos más recientes.

## Lanzamiento y promoción
El 20 de noviembre, la banda anunció el sencillo principal del álbum, "Mayday". La canción se lanzó el 22 de noviembre de 2024. En abril de 2025, las portadas de los álbumes anteriores de la banda y algunas miniaturas de videos musicales de YouTube se cambiaron para incluir monigotes, lo que generó especulaciones sobre la posibilidad de que la banda promocionara su nuevo álbum.
El 8 de mayo de 2025, Three Days Grace reveló el título, la portada y la lista de canciones del álbum, y también confirmó la fecha de lanzamiento para el 22 de agosto de 2025. Al día siguiente, la banda lanzó el segundo sencillo del álbum, "Apologies". La lista de canciones y la portada del álbum se revelaron ese mismo día. El 20 de junio, la banda lanzó "Dominate" como sencillo promocional. "Kill Me Fast" se lanzó el 25 de julio.

## Lista de canciones
Todas las canciones escritas y compuestas por Three Days Grace. 
| N.º | Título                                  | Duración |  |
| 1.  | «Dominate»                              | 3:15     |  |
| 2.  | «Apologies»                             | 3:06     |  |
| 3.  | «Mayday»                                | 3:23     |  |
| 4.  | «Kill Me Fast»                          | 3:18     |  |
| 5.  | «In Waves»                              | 3:25     |  |
| 6.  | «Alienation»                            | 2:56     |  |
| 7.  | «Never Ordinary» (con Lindsey Stirling) | 3:48     |  |
| 8.  | «Deathwish»                             | 3:13     |  |
| 9.  | «Don't Wanna Go Home Tonight»           | 3:31     |  |
| 10. | «In Cold Blood»                         | 3:14     |  |
| 11. | «The Power»                             | 3:37     |  |
| 12. | «Another Relapse»                       | 5:00     |  |

## Créditos
Three Days Grace
- Adam Gontier - Voz líder, guitarra rítmica
- Matt Walst - Voz líder, guitarra rítmica
- Barry Stock - Guitarra líder, coros
- Brad Walst - Bajo
- Neil Sanderson - Batería

Músicos adicionales
- Lindsey Stirling: violín (pista 7).